# Iranobrium davatchii
Iranobrium davatchii är en skalbaggsart som beskrevs av Jean François Villiers 1967. Iranobrium davatchii ingår i släktet Iranobrium och familjen långhorningar.
Artens utbredningsområde är:
- Qatar.
- Iran.

Inga underarter finns listade i Catalogue of Life.